# Сандра Браун
Сандра Лин Браун, рођена Кокс (рођена 12. марта 1948) је америчка ауторка бестселера романтичних романа и напетих трилер романа. Браун је такође објавила радове под псеудонимима Рејчел Рајан, Лора Џордан и Ерин Сент Клер.

## Награде
- American Business Women's Association's Distinguished Circle of Success
- A.C. Greene Award
- Romance Writers of America's Lifetime Achievement Award
- International Thriller Writers Award, "Thrillermaster", 2008